# Californische grondeekhoorn
De Californische grondeekhoorn (Otospermophilus beecheyi)  is een zoogdier uit de familie van de eekhoorns (Sciuridae). De vacht op zijn rug is bruin met zilveren vlekken. Deze bij voorkeur in groepsverband levende en ecologisch flexibele soort komt voor op verschillende hoogtes boven zeeniveau, heeft een ruime voedselkeus en komt veel voor in graslanden en eikenbossen in Californië. Hoewel hij als "niet bedreigd" is gecategoriseerd, heeft hij een kwetsbare relatie met mensen. Hij veroorzaakt schade aan landbouwgewassen en infrastructuur en verspreidt ziekten, waaronder de pest. Het dier is ook een belangrijke prooisoort voor roofdieren, vleesetende reptielen en roofvogels en graaft holen waar veel andere soorten gebruik van maken.

## Beschrijving
De Californische grondeekhoorn is te herkennen aan een halvemaanvormige, gepeperde lichtbruine zone, die begint bij de achterkant van de nek en zich over de schouders uitstrekt. Deze grijswitte kraag is meestal aanwezig in de nek, en op de rug en de flanken. Hoewel de rug bij vrijwel alle individuen witgepeperd bruin is, komen ook albino-, zwarte en geelbruine vormen voor. De vachtkleur varieert per seizoen en habitat in het hele verspreidingsgebied. Op onbeheerde graslanden heeft de soort in de herfst een lichtere vacht en in de winter een donkerdere vacht dan die op landbouw- en weidegronden. Deze locatie-specifieke verschillen verhogen blijkbaar de efficiëntie in het regelen van de lichaamstemperatuur en verminderen het risico ontdekt te worden door roofdieren. Individuen variëren in lichaamsgrootte, waarbij de kleinste dieren voorkomen in het zuidelijke deel van het verspreidingsgebied in de droogste omgevingen met verminderde neerslag en beschikbaarheid van hulpbronnen en de grootste in natte en koude (noordelijke) regio's. Het gewicht van volwassenen varieert doorgaans van 280 tot 738 g. Tijdens het groeiseizoen hoopt zich vet op dat aan het einde van de herfst tot een derde van het lichaamsgewicht uitmaakt. Volwassen mannetjes zijn altijd groter dan volwassen vrouwtjes in lichaam en schedel. De Californische grondeekhoorn heeft 19 paar homologe chromosomen (2n=38).

### Ontwikkeling

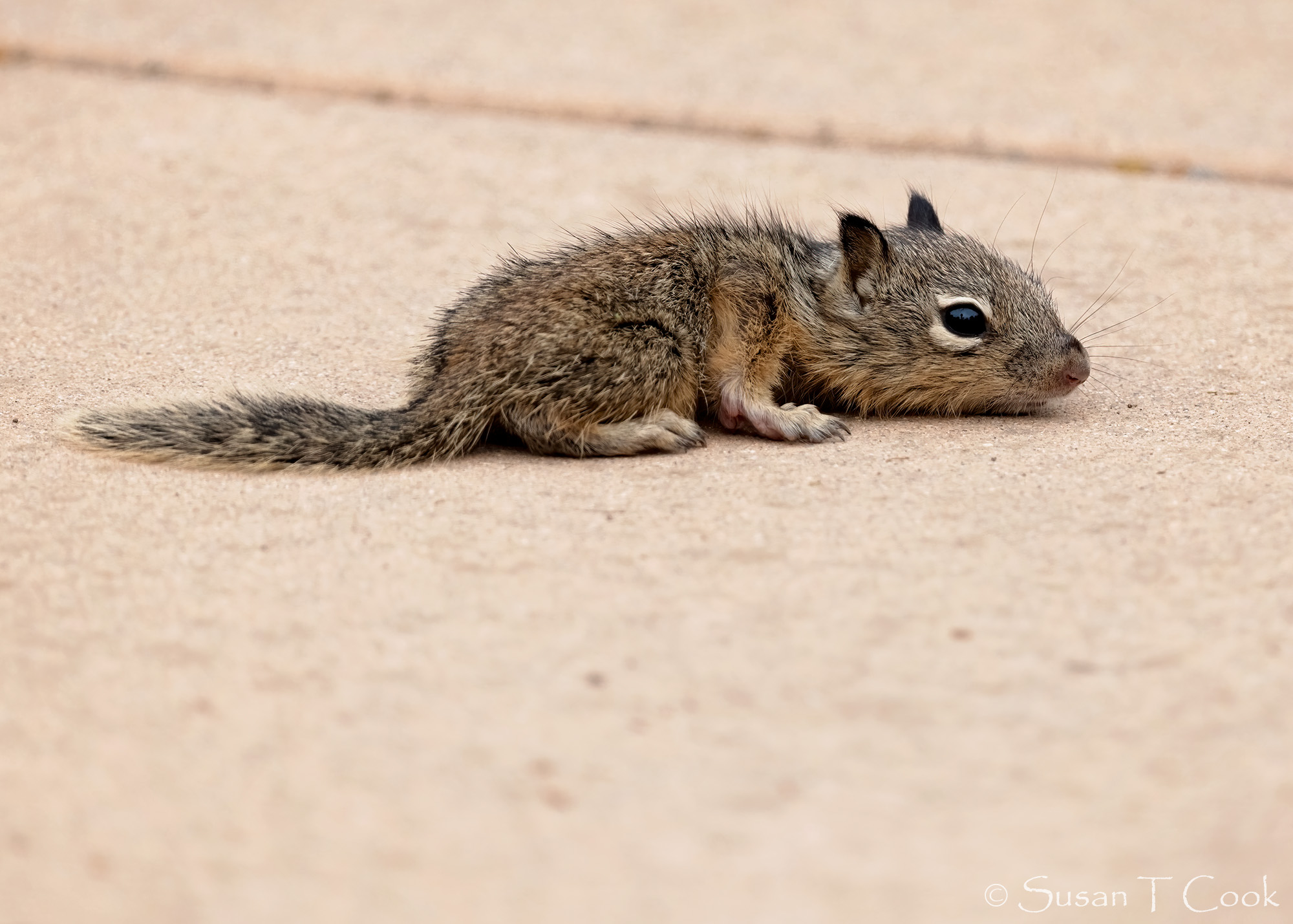
jonge Californische grondeekhoorn

Jongen worden hulpeloos geboren, zonder haar, met hun ogen dicht en ze hebben veel ouderlijke zorg nodig. Hun huid is rood bij de geboorte en wordt geleidelijk roze naarmate ze ouder worden. De snorharen zijn 2 mm lang na 3 dagen. Na 3-7 dagen wegen jongen doorgaans slechts 7½-12½ g. Na 13 dagen heeft de kop een korte zijdeachtige vacht. Na 27 dagen hebben de jongen hun volledige vacht. Na 21-28 dagen kunnen de jongen meestal kruipen en hebben ze na 1 maand volledig doorgebroken snijtanden. Dan beginnen ook de oogleden open te gaan. De eerste vacht is geel en donzig. Na de tweede rui die plaats vindt vóór de jongen uit het geboortehol tevoorschijn komen is de vacht glanzend bruin met witte vlekken op de schouders, bijna zoals de volwassenen. Rond de leeftijd van anderhalve maand worden de jongen gespeend en wagen ze zich buiten hun holen en meer tijd boven de grond door te brengen. Dat kan al eind april optreden, maar de precieze tijd is afhankelijk van de locale omstandigheden. De meeste jongen komen in mei tevoorschijn, maar sommigen zelfs pas in juni en juli.

### Anatomie

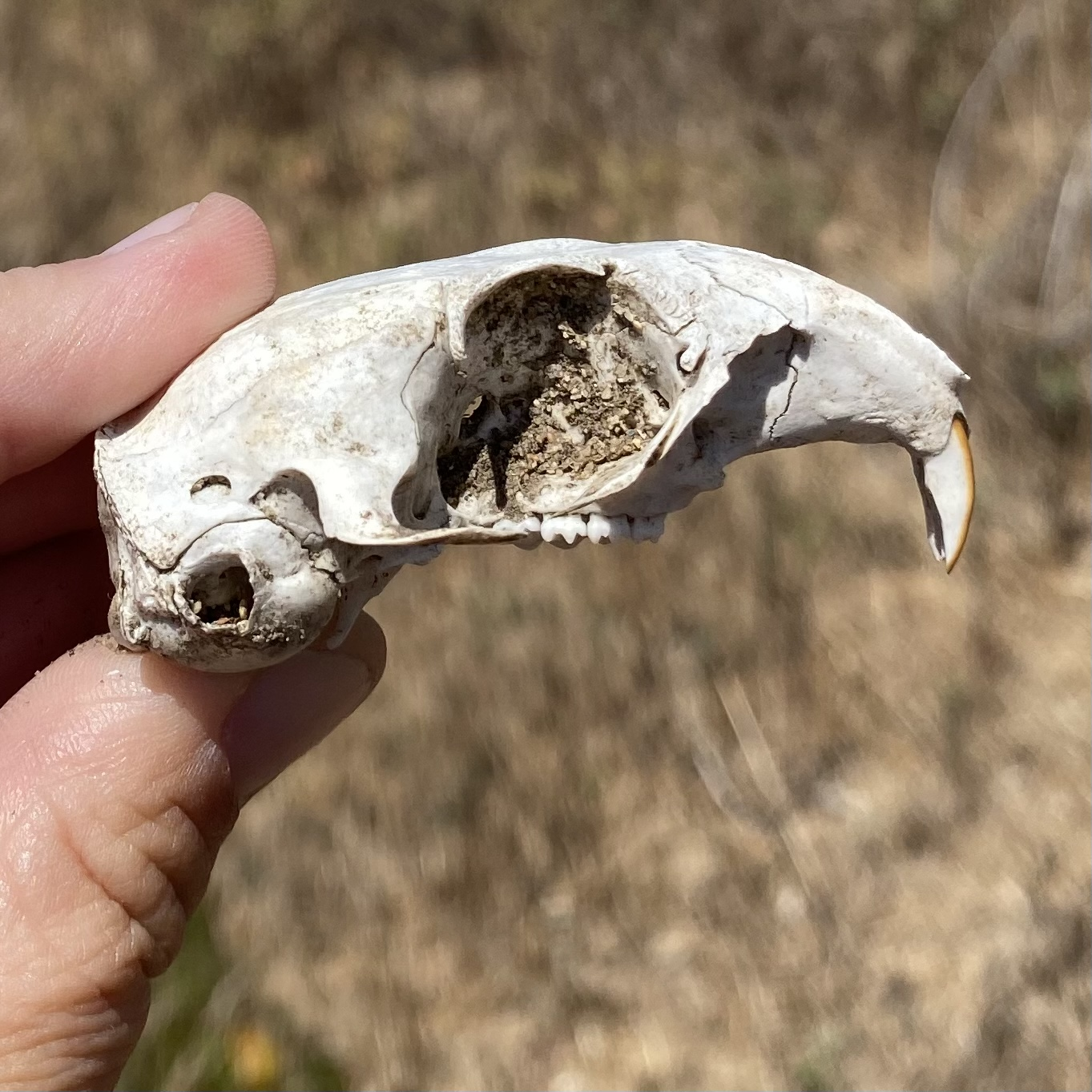
schedel

De totale lengte van volwassen mannetjes is 41–46 cm, de staart is 16–19 cm, de achterpoot 5,7–6,1 cm en het oor 1,8–2,1 cm lang. De grootste schedellengte bij volwassen mannetjes is 5,7–6,2 cm, de jukbeenbreedte 3,6–4,1 cm. De totale lengte van volwassen vrouwtjes is 37–44 cm, de staart 14–18 cm, de achterpoot 5,3–5,9 cm, terwijl het oor iets groter is met 1,9–2,2 cm. De grootste schedellengte bij volwassen vrouwtjes is 5,4–6,0 cm, de jukbeenbreedte 3,4–3,9 cm. De tandformule van de volwassen Californische grondeekhoorn is 1.0.2.31.0.1.3 × 2 = 22, dat wil zeggen een snijtand, geen hoektand, twee valse kiezen en drie ware kiezen in elke helft van de bovenkaak, en diezelfde elementen in de onderkaak behalve dat er slechts één valse kies is.

### Verschillen tussen de ondersoorten
De typische ondersoort beecheyi is minder bleek en heeft minder zilvergrijze vacht aan de zijkanten van de nek en schouders dan ondersoort fisheri. De ondersoort beecheyi is minder donker en heeft meer geelbruine vacht op de buik dan ondersoort nesioticus. Ondersoort beecheyi kan worden onderscheiden van ondersoort nesioticus, omdat de eerste geen zwart op de bovenkant van zijn kop en oren heeft, evenals de gemengde zwarte en geelbruine okerkleurige vlek die typisch is tussen de schouders van ondersoort nesioticus. De ondersoort beecheyi is over het algemeen donkerder dan ondersoort rupinarum en mist de zilverwitte mantel die wordt aangetroffen bij ondersoort nudipes. De ondersoort beecheyi mist de zwartachtig- tot roze-beige rug en zijkanten die kenmerkend zijn voor ondersoort atricapillus. De ondersoort beecheyi is over het algemeen bleker dan ondersoort parvulus. De ondersoort beecheyi lijkt qua uiterlijk sterk op de ondersoort sierrae, maar de eerste is meer beige, heeft minder grijs aan de zijkanten van de kop en heeft een donkerdere buik.

### Verschillen met andere grondeekhoorns
Aan de zijkant en achterkant heeft de Californische grondeekhoorn een grijsbruine vacht met witte vlekjes. Hij is van verwante soorten te onderscheiden door zijn geelwitte tot lichtbruine buik, bossige staart en witte ring rond de ogen. Hij onderscheidt zich van andere grondeekhoorns in Californië door zijn bossige staart met witte vacht. De Californische grondeekhoorn verschilt van de rotsgrondeekhoorn omdat die een kaneelkleurig donkergrijze rug heeft die soms neigt naar lichtbruin, botbruin of donkerzwartbruin. Zijn kop en schouders zijn vaak zwart. O. douglasii verschilt omdat die soort een zwartachtige vlek tussen de schouders heeft.

## Taxonomie

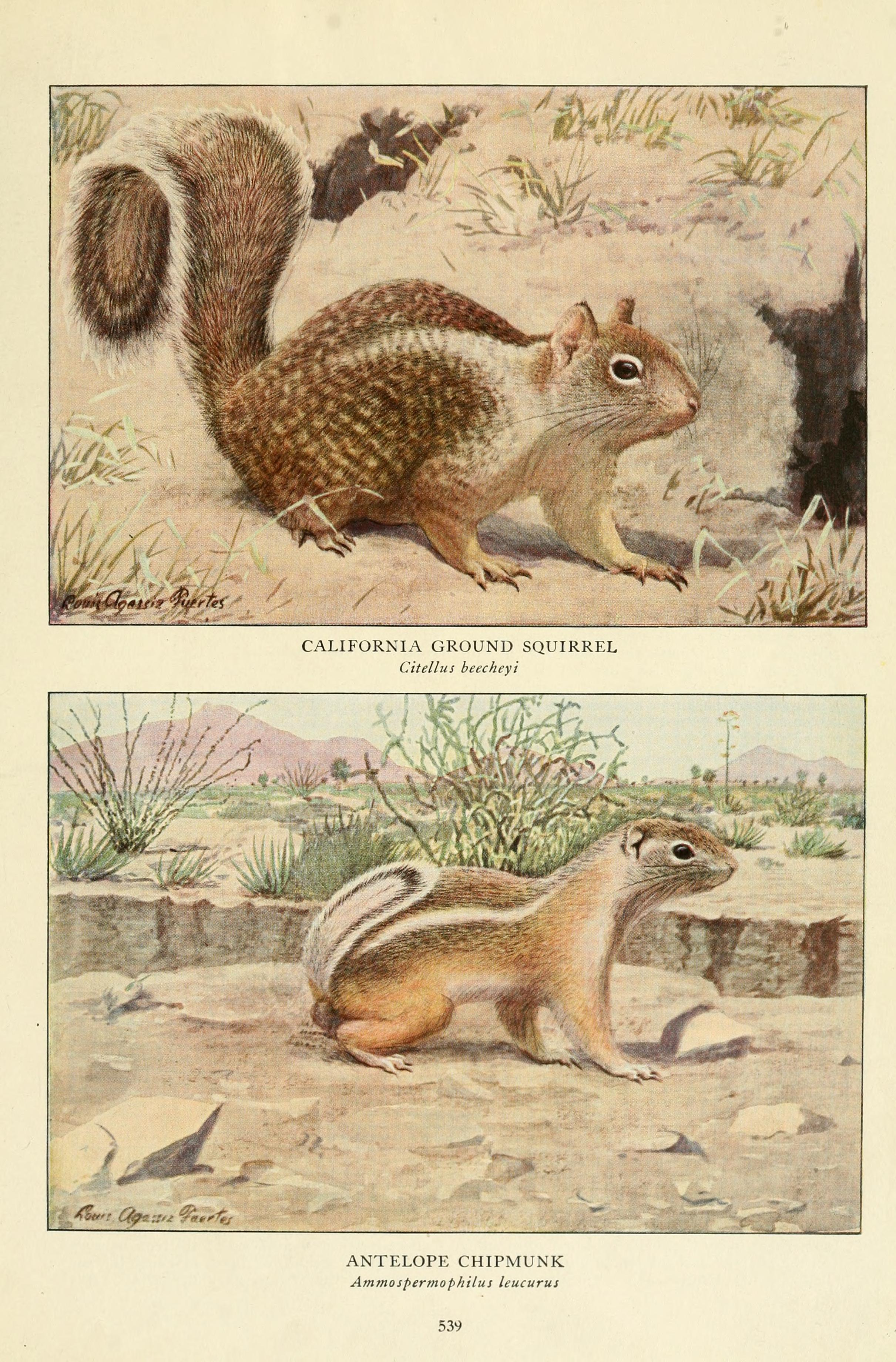
Illustratie uit: Wild animals of North America, intimate studies of big and little creatures of the mammal kingdom, 1918

De Californische grondeekhoorn is voor het eerst wetenschappelijk beschreven door John Richardson in het boek Fauna Boreali-Americana of the zoology of the northern parts of British America, uitgegeven in 1829 en hij noemde deze Arctomys (Spermophilus) beecheyi. De beschreven dieren waren verzameld in de omgeving van Monterey in Californië. De beroemde Franse geoloog en paleontoloog George Cuvier meende dat de grondeekhoorns voldoende afwijken van de marmotten om ze in een eigen geslacht te plaatsen en hij creërde zo de nieuwe combinatie Spermophilus beecheyi in 1831. Walter Pierce Bryant onderscheidde in 1889 exemplaren met een zwartachtige kruin en schouderstreek uit het zuidelijk deel van Baja California waaraan hij de naam Spermophilus grammurus atricapillus gaf. In 1893 meende Clinton Hart Merriam dat exemplaren uit Kern Valley nabij Kernville voldoende afwijken om een ondersoort te onderscheiden waarvoor de combinatie Spermophilus beecheyi fisheri in het leven werd geroepen. Daniel Giraud Elliot beschreef dieren afkomstig van Santa Catalina Island onder de naam Citellus nesioticus in 1904. In 1907 was Edgar Alexander Mearns de eerste die de huidige combinatie Otospermophilus beecheyi gebruikte. Laurence Markham Huey onderscheidde in 1931 twee nieuwe ondersoorten, te weten Citellus beecheyi nudipes uit noordelijk Baja California en Citellus beecheyi rupinarum uit centraal Baja California. Dat zelfde jaar beschreef Arthur Holmes Howell de ondersoort Citellus beecheyi parvulus en in 1938 volgde nog Citellus beecheyi sierrae van de nabijheid van Lake Tahoe. In de Generic revision in the Holarctic ground squirrel genus Spermophilus uit 2009 van K.M. Helgen, F.R. Cole, L.E. Helgen en D.E. Wilson worden de rotsgrondeekhoorn en de Californische grondeekhoorn in een nieuw geslacht geplaatst met de naam Otospermophilus.

### Naamgeving
De geslachtsnaam is een samenvoeging van de Griekse woorden ὠτός (otos) hetgeen "oor" betekent, σπέρματος (spérmatos) "zaad" en φίλος (phílos) "geliefd". Deze naam is gekozen omdat deze groep grondeekhoorns relatief grote oren heeft.

### Verwantschap
De Californische grondeekhoorn wordt gerekend tot de orde der knaagdieren, onderorde Sciuromorpha, familie eekhoorns, geslachtengroep grondeekhoorns. Recente vergelijkingen van homoloog DNA ondersteunen het onderscheiden van O. douglasii als afzonderlijke soort. Daarmee wordt in het geslacht Otospermophilus naast O. beecheyi en de rotsgrondeekhoorn (O. variegatus) ook O. douglasii geplaatst. Er worden acht ondersoorten van de Californische grondeekhoorn erkend:
- O. beecheyi atricapillus
- O. beecheyi beecheyi
- O. beecheyi fisheri
- O. beecheyi nesioticus
- O. beecheyi nudipes
- O. beecheyi parvulus
- O. beecheyi rupinarum
- O. beecheyi sierrae

## Gedrag

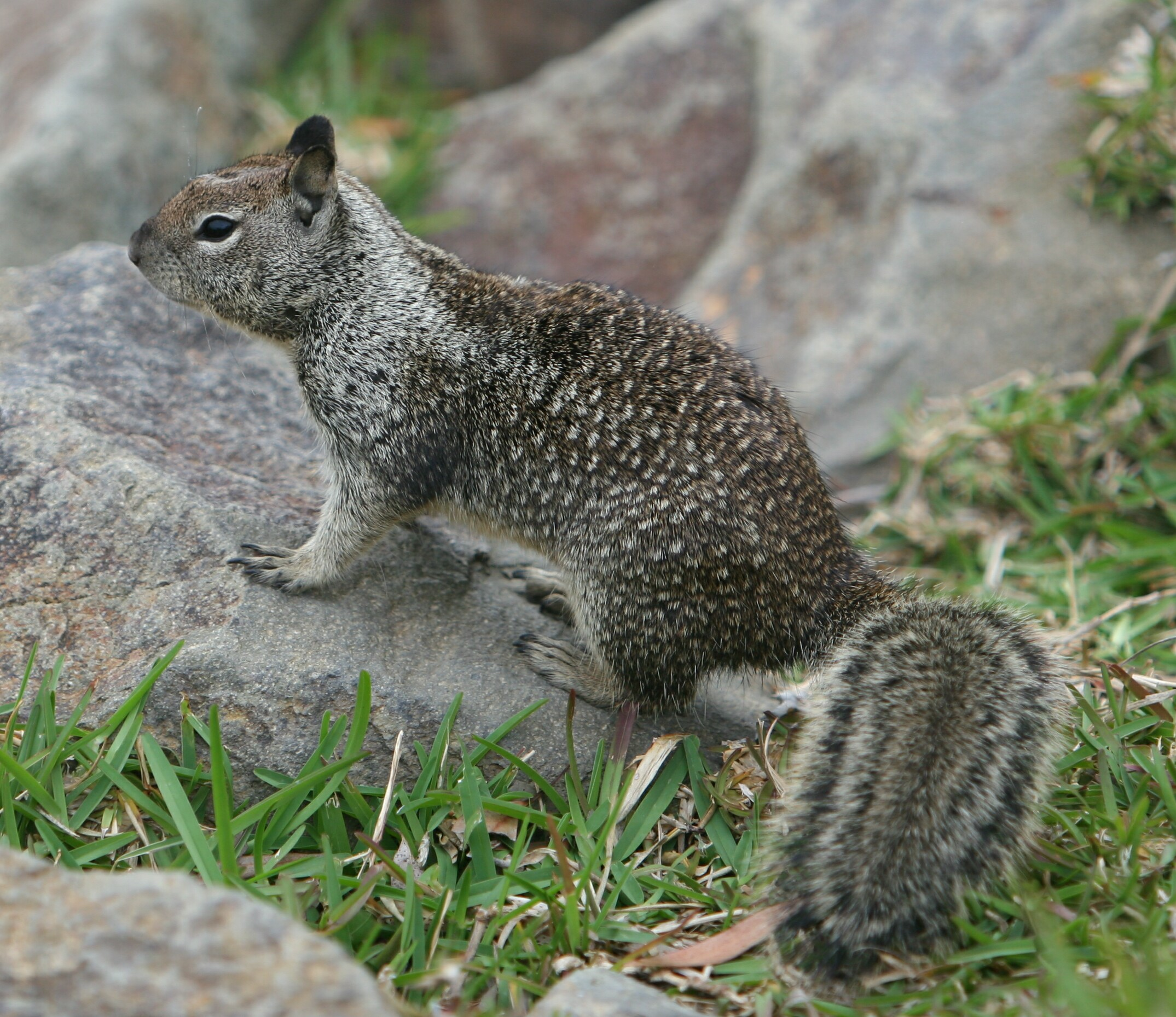
Californische grondeekhoorn probeert indruk te maken door zich van de zijkant groot te maken, de rug te bollen en de staart in de richting van de tegenstander te houden

Californische grondeekhoorns vertonen sociaal gedrag. Vriendelijk gedrag omvat 'begroetingen', 'wangwrijven' en 'neus-aan-wang'. Bij begroetingen raken de dieren elkaar neuzen aan. Bij een wangwrijf wrijft een eekhoorn zijn wang over die van een andere eekhoorn. Tot slot combineert het neus-aan-wang gedrag een begroeting met een wangwrijf. Die vindt plaats wanneer een eekhoorn een andere eekhoorn recht van voren nadert en zijn neus dicht bij de hoek van de mond van de andere eekhoorn houdt. Deze vriendelijke gedragingen worden voornamelijk gezien tussen leden van hetzelfde geslacht, wat suggereert dat deze gedragingen de sociale cohesie bevorderen in plaats van een seksuele functie te dienen. Spelen is voornamelijk beperkt tot jonge dieren en omvat speels bijten, boksen, achtervolgen, slaan, bestijgen, aanvallen en worstelen. Hoewel een enkele speelpartij eindigt wanneer een dier zich van zijn speelpartner verwijdert, blijven partners meestal in elkaars buurt nadat het spel is afgelopen. Jonge eekhoorns en volwassenen blijven ook ruimtelijk bij elkaar in de buurt. Een eekhoorn kan bijvoorbeeld op minder dan 1 m afstand van een andere eekhoorn lopen of zitten, of in direct lichaamscontact zitten.
Agressie tussen volwassen Californische grondeekhoorns kan bestaan uit eenvoudige verplaatsingen, achtervolgingen en direct contact met bijten en duwen. Na een agressieve interactie rennen tegenstanders vaak weg van elkaar waarna een of beide soms roept. De agressor maakt zijn lichaam zo groot mogelijk door zich van de zijkant te laten zien. De ruggen wordt dan licht gebogen en de staartharen staan rechtop. De staart is gericht naar de tegenstander en de bek is open. Zulke benaderingen zorgen er meestal voor dat een van de eekhoorns zich verder dan 1 meter van de ander verwijderd en fysiek contact blijft dan uit. Een duw met de flank tegen die van zijn tegenstander is een volgende stap. De agressor duwt het andere dier zijwaarts met zijn eigen lichaam. Dit begint vaak met eekhoorns die op 1-2 m afstand naar elkaar klapperen met de tanden waarna de agressor nadert. De aanvaller slaat zijn lichaam tegen de ontvanger, of het doelwit of springt op een agressieve manier op het doelwit. De aanvaller bijt soms agressief. 2 eekhoorns halen soms op met open bek naar elkaar uit. Ook maken de eekhoorns soms snauwende, grommende of sissende geluiden naar elkaar. Soms worstelen dieren door hun onderarmen tegen elkaar te zetten vergrendelen en te pogen de andere eekhoorn tegen de grond te duwen. Volwassen mannetjes schoppen soms aarde naar elkaar toe.
Individuen nemen vaak stofbaden en verzorgen zichzelf om ectoparasieten te verwijderen. Eerst worden het gezicht en het hoofd verzorgd en daarna de romp, waarbij een reeks stereotiepe bewegingen wordt uitgevoerd.

### Communicatie

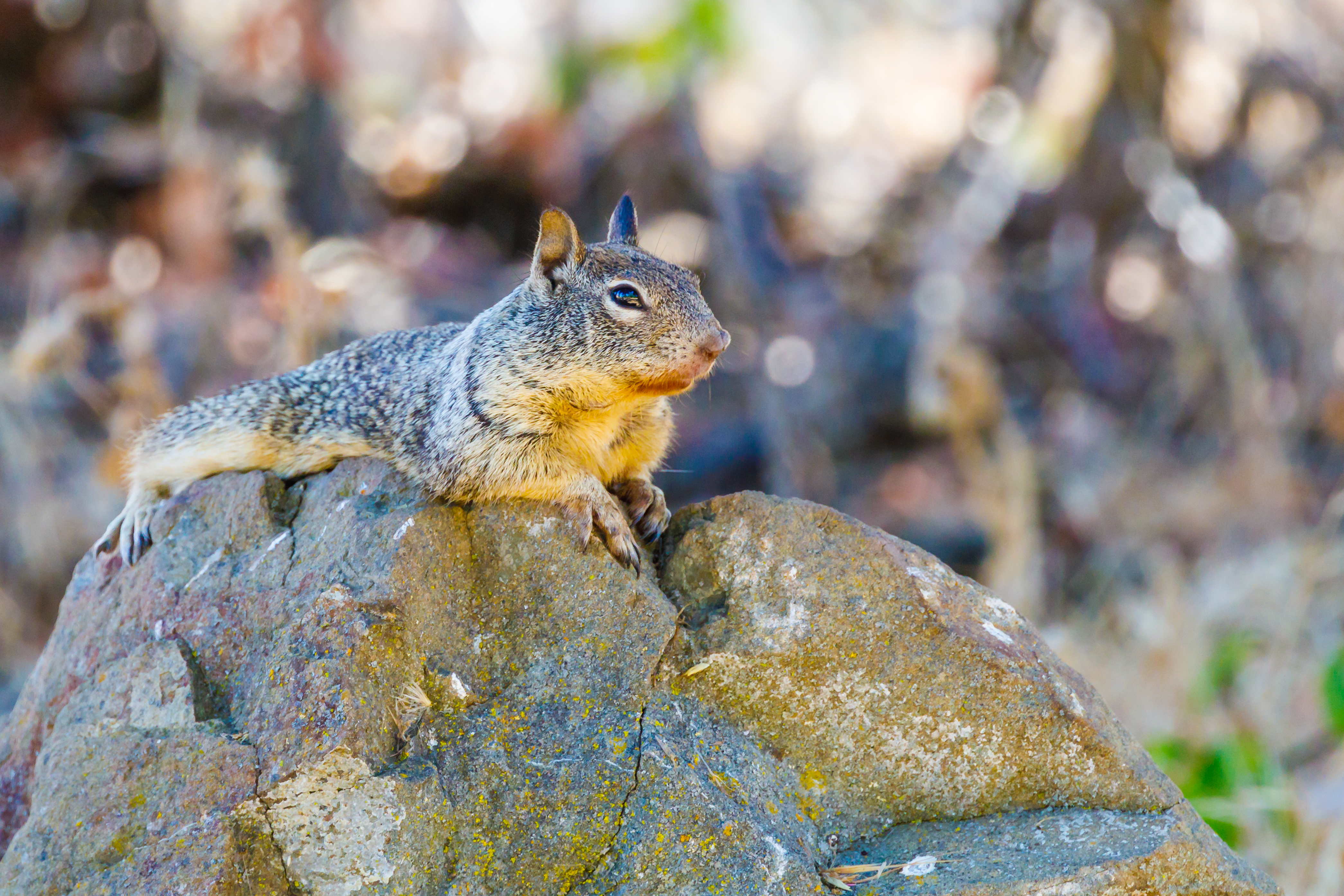
Califorische grondeekhoorn neemt een zonnebad op zijn buik met gestrekte poten met de kop omhoog

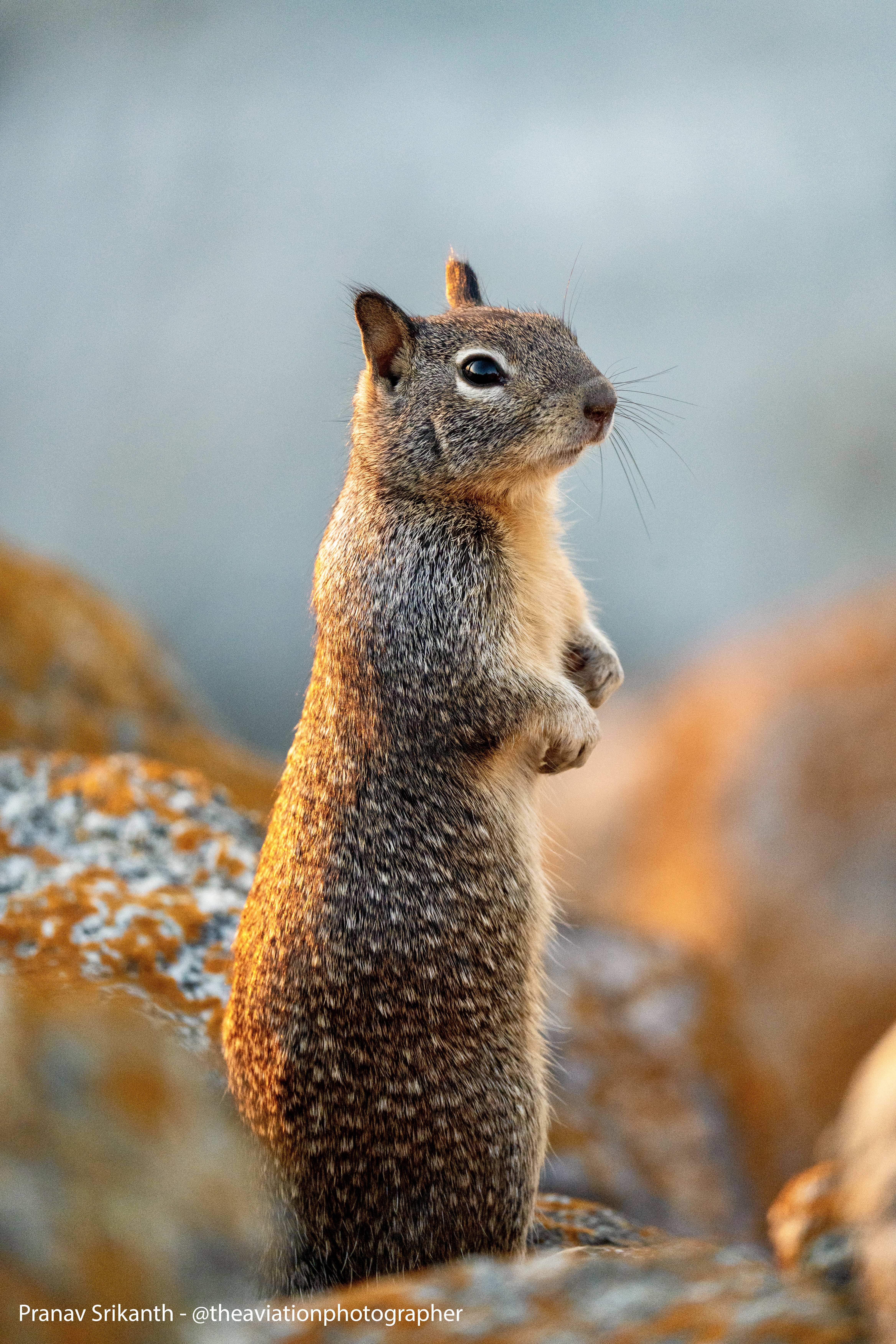
Op de uitkijk

De Californische grondeekhoorn kan langdurige alarmsignalen produceren die uit verschillende onderdelen bestaan. Fluiten bevatten weinig ruis en hebben een frequentie van ongeveer 3-10 Hz. Deze geven aan dat er een roofvogel in de buurt is. Andere dieren reageren meestal door weg te rennen of rechtop te gaan staan om beter te kunnen zien. Babbelgeluiden geven aan dat er een grondroofdier in de buurt is. Bij afwezigheid van bedreigingen brengen de dieren het grootste deel van hun tijd boven de grond door met eten, zonnen, stofbaden, zichzelf verzorgen en socialiseren met soortgenoten. Hij ligt vaak op zijn buik en strekt zijn poten op de grond uit met zijn kop omhoog om te baden in de zon. Hij rust ook rechtop en roerloos met zijn voorpoten over zijn borst hangend en zijn poten op elkaar rustend. In beide rustposities kijkt hij vaak naar zijn omgeving.
De Californische grondeekhoorn heeft specifieke waarschuwingssignalen voor slangen. De eekhoorns beoordelen het potentiële gevaar op basis van de grootte, temperatuur en houding van de slang. Eekhoorns bezoeken en besnuffelen vaak gebieden waar onlangs slangen zijn aangetroffen, vermoedelijk op zoek naar reuksignalen van slangen. Jongeren zijn kwetsbaarder dan volwassenen omdat ze niet zo goed zijn in het vinden van verborgen slangen en hun reactie op een uitval van een slang langzamer is dan die van volwassen eekhoorns. De Californische grondeekhoorn gebruikt een nieuwe vorm van chemische verdediging door stoffen uit zijn omgeving rechtstreeks op zijn lichaam aan te brengen. Hij kauwt op huiden van ratelslangen en likt vervolgens zijn vacht om de geur aan te brengen. Vrouwelijke eekhoorns met jongen likken hun kwetsbare jongen ook om de geur aan te brengen. Jongen en volwassen vrouwtjes besteden meer tijd om slangengeur aan te brengen dan volwassen mannetjes, waarschijnlijk omdat jongen kwetsbaarder zijn, en volwassen vrouwtjes hun jongen actief beschermen. De Californische grondeekhoorn is een dagdier en heeft een scherp zicht. Hij klimt vaak naar een hoger uitkijkpunt en richt zijn lichaam op op zijn achterpoten en staart om de omgeving beter te kunnen overzien. Wanneer een eekhoorn een slang ontdekt, richt hij zich vaak op als signaal naar de slang. Hij valt slangen vaak rechtstreeks aan en nadert ze door zijn lichaam te verlengen om de slang te pesten en vervolgens snel terug te springen om de uitval van de slang te ontwijken. Hij richt de meest intense en frequente agressie op de koppen van kleine slangen, maar valt de staart van grote slangen slechts mild aan. Confrontatie wordt vooral gebruikt om slangen af te leiden van holen met jongen, zoals zand naar de slang schoppen, erop springen of zelfs bijten. Eekhoorns kunnen ook ingangen van tunnels of holen blokkeren om slangen te hinderen. Californische grondeekhoorn beweegt zijn rechtopstaande staart van links naar rechts om een slang te laten weten dat hij is ontdekt en dat de eekhoorn klaar is om weg te springen. Het slaan met zijn staart dient ook als waarschuwingssignaal voor andere eekhoorns in de omgeving. Net als veel andere kleine dieren die slangen tegenkomen, gebruikt hij verticale of laterale ontwijkende sprongen om slangenaanvallen te vermijden. Opmerkelijk genoeg verhoogt hij zijn staarttemperatuur wanneer hij met zijn staart zwaait naar ratelslangen, die de bron van warmte kan vaststellen met behulp van een paar warmtegevoelige zintuigorganen heeft links en rechts op de kop. Wanneer een eekhoorn echter een stierslang confronteert, die geen stereoscopische warmtezintuigen heeft, blijft de staarttemperatuur onveranderd. Ratelslangen zijn minder succesvol in het doden van eekhoorns die met hun staart wapperen doordat de aanval wordt afgeleid van het lichaam van de eekhoorn naar de staart.

### Voortplanting
Mannetjes jagen opdringerige mannetjes weg uit het gebied waar het vrouwtje verblijft dat hij het hof maakt. Mannetjes jagen ook vrouwtjes achterna als onderdeel van het paringsritueel. Het mannetje zal een vrouwtje van voren benaderen en haar kop tussen zijn voorpoot en snuit houden. Dit gedrag kan ertoe leiden dat het vrouwtje zich omdraait, haar staart optilt en het mannetje haar laat besnuffelen. De paring zelf houdt in dat het vrouwtje zichzelf presenteert en door het mannetje wordt beklommen. Het mannetje bijt tijdens de ejaculatie in de huid tussen de schouderbladen van het vrouwtje en vervolgens rent het vrouwtje meestal haar hol in en produceert een hoog geluid. De vrouwtjes zijn waarschijnlijk elk jaar een periode van 3 tot 10 uur paringsbereid. Ondanks deze korte duur paren vrouwtjes met gemiddeld 6-7 mannetjes in deze periode. Het voortplantingsseizoen is geografisch gezien behoorlijk variabel en hangt samen met regionale klimaatverschillen. Soms vindt de paring snel plaats na de winterslaap, die soms al in februari is, maar op grote hoogte veel later kan zijn en slechts een paar weken duurt. Rondom de baai van San Francisco duurt het paarseizoen vaak van februari tot april. Voor populaties die verder naar het zuiden in Californië liggen, werden het hele jaar door drachtige vrouwtjes aangetroffen. Hoewel jongen op grote hoogte vaak in juni of juli worden geboren, worden ze in veel delen van Californië rond half april geboren. De meeste vrouwtjes werpen hun eerste nest als ze ongeveer een jaar oud zijn. De draagtijd is 25-30 dagen. De meeste volwassen vrouwtjes produceren elk jaar slechts één nest van 4-11 jongen. Hoewel de gemiddelde nestgrootte 5 nakomelingen per worp is, kunnen de nestgroottes per seizoen variëren voor sommige populaties. Vrouwtjes kunnen een tweede nest baren als het 1e nest niet overleeft. Als een vrouwtje wel een tweede nest produceert, wordt dit meestal laat in het seizoen geboren. Oudere volwassen vrouwtjes hebben vaker dan jongere vrouwtjes een tweede nest.

## Ecologie

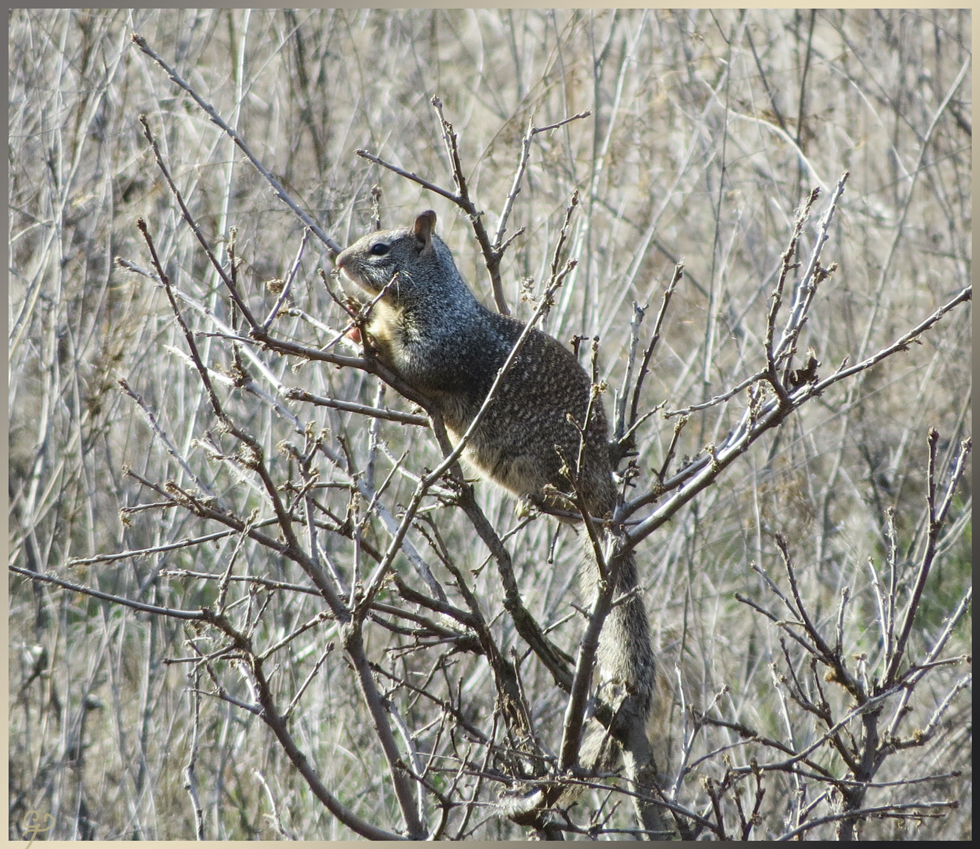
De Californische grondeekhoorn is voornamelijk terrestrisch, maar kan af en toe ook in bomen klimmen.

De populatiedichtheid is meestal 1-7 individuen/ha, maar veel hogere dichtheden van tot 90 individuen/ha kunnen voorkomen als er uitzonderlijk veel voedsel is. De populatiegroei is echter matig vergeleken met sommige andere herbivoren in graslanden. De Californische grondeekhoorn is voornamelijk terrestrisch, maar kan af en toe ook in bomen klimmen. De soort vermijdt water, maar kan indien nodig zwemmen. Hoewel hij een grote verscheidenheid aan habitats inneemt, komt hij het vaakst voor in open graslanden, eikensavanne, eikenbos, rotsen aan de kust en op landbouwgronden. De openheid van deze habitats stelt individuen in staat roofdieren te detecteren. De soort werd vaker gevangen in verbrande bossen met een lage eikenbedekking dan in intacte bossen met een hoge eikenbedekking. Niettemin is hij af en toe ook gedocumenteerd in naaldbos, oevergebieden en woestijnstruikgewas. Op lage hoogten komt de soort voornamelijk voor in eikensavanne, graslanden en weilanden, maar kan ook verblijven in moerassen en chaparral. In bergachtige habitats leeft de soort voornamelijk in gemengde naaldbossen. De Californische grondeekhoorn graaft tunnels in de grond en woont in holen om gevaar te vermijden en jongen groot te brengen. Zijn ogen zijn aangepast om voldoende te zien in deze holen. Bij de uitgangen van holen liggen vaak grote hopen aarde. Deze aarde ligt vaak in een waaiervorm direct voor of naast de ingang van de tunnel. De tunnels brengen waarschijnlijk meer lucht in de grond. Keutels liggen vaak verspreid rond de ingangen van holen en langs foerageerpaden. Ze zijn cilindervormig met afgeronde uiteinden. Bodemtype en populatiedichtheid beïnvloeden de lengte en complexiteit van holensystemen. De gemiddelde lengte van holen is 7,5 m, maar de variatie is groot. Korte holen hebben vaak geen verbindingen met andere holen, maar de meeste holen zijn onderling verbonden en hebben meerdere openingen aan het oppervlak. De diameter van de holopeningen is 7-15 cm.

### Voedsel

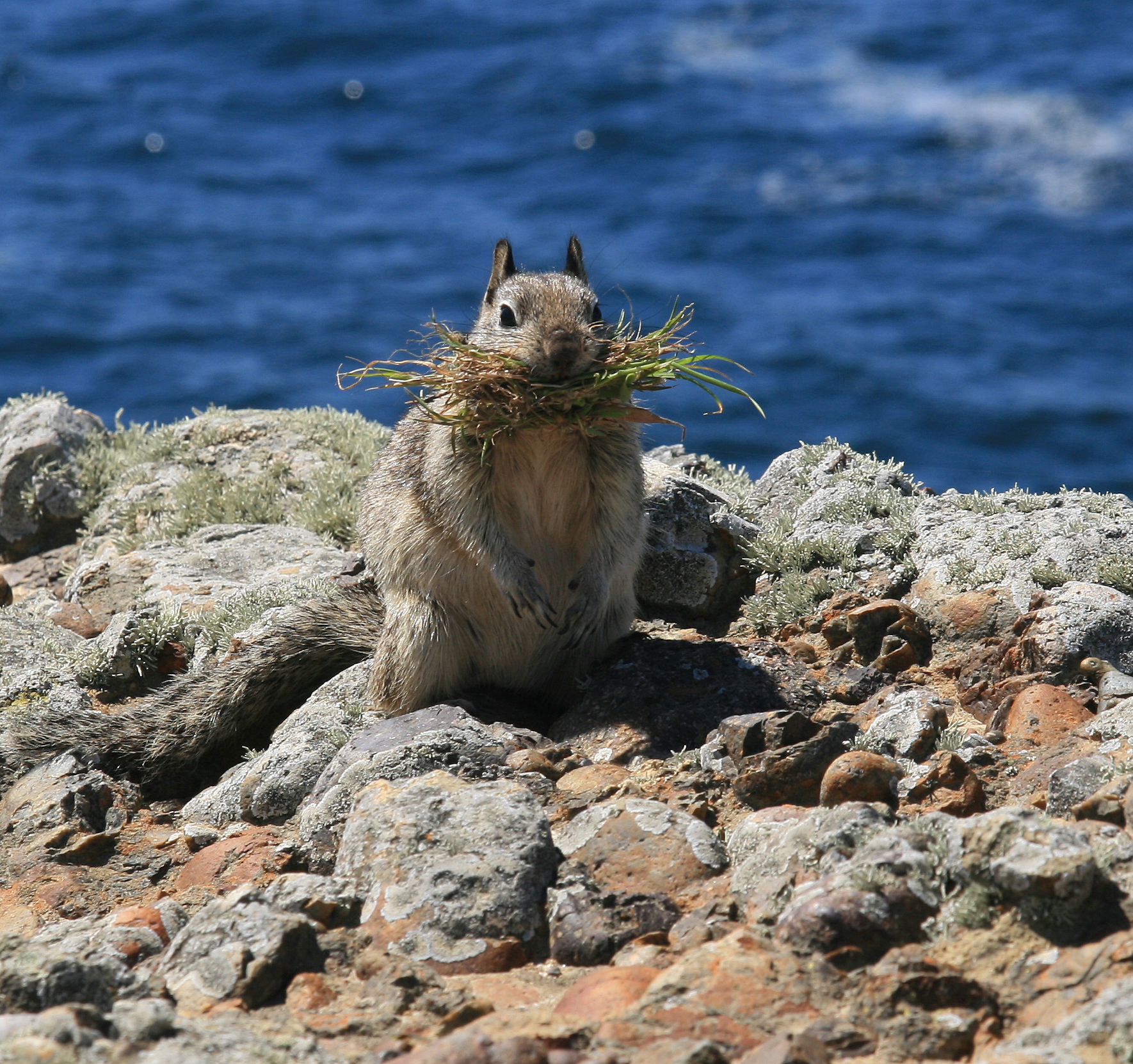
Californische grondeekhoorn met plantenmateriaal

Het dieet van de Californische grondeekhoorn bestaat voornamelijk uit graszaad en eikels, maar hij eet ook een verscheidenheid aan bladeren, vruchten en bloemen wanneer die beschikbaar zijn. Individuen foerageren meestal staand op hun achterpoten om zaden te verzamelen of gras af te bijten wanneer ze zich in hoog gras van meer dan 10 cm bevinden. In vegetatie korter dan 10 cm, zoals in een gemaaid of begraasd gebied, kunnen individuen foerageren met alle 4 poten op de grond. Net als bij andere grondeekhoorns is bij deze soort waargenomen dat de kop van links naar rechts beweegt om de omgeving te scannen op mogelijk gevaar. De Californische grondeekhoorn draagt vaak zaden in zijn forse wangzakken die de eekhoorns in staat om grote hoeveelheden zaden en bollen naar hun holen te dragen om op te slaan. Wangzakken kunnen 100-200 zaden bevatten, zoals van klaver, graan of andere grassen. Soms helpt de eekhoorn aan verspreiding van plantensoorten, waaronder eiken, wanneer zaden in de voorraad ontkiemen die niet zijn opgegeten. Het voedselaanbod van de Californische grondeekhoorn varieert in tijd en plaats. Hoewel zaden meer calorieën leveren, zijn zaden over het algemeen minder overvloedig en bevatten ze minder water dan bladeren. Daarom eet de grondeekhoorn ook bladeren, bloemen, knoppen, stengels, scheuten, wortels, knollen, twijgen en schors van meer dan 20 soorten grassen, peulvruchten en kruiden. Dit omvat chilicothe (Echinocystis), vlier, doornappel, nachtschade, Eremocarpus, Madia en Opuntia, aren van Hordeum, en bladeren van reigersbek en centaurie. De Californische grondeekhoorn eet af en toe dierlijke prooien en aas, zoals verschillende ongewervelden, eieren en nestjongen van vogels. Gevangen dieren hebben hagedissen gedood en opgegeten, maar dit is nooit in het wild waargenomen. Jonge stierslangen worden gedood en hun eieren worden vernietigd, zowel in het wild als in gevangenschap. Soms voedt hij zich met de jongen van andere knaagdieren. Er zijn zeldzame meldingen dat vis- en vleesresten worden gegeten. Aan de kust kan hij kuit van grunions eten.
Gezien zijn brede dieet kan de Californische grondeekhoorn een ernstige plaag zijn voor de landbouw en is hij verantwoordelijk voor naar schatting een jaarlijks verlies van ongeveer 12-16 miljoen dollar voor de staat Californië (1998). De gewassen die het meest risico lopen, zijn appels, wortels, avocado, vijgen, druiven, olijven, amandelen, pistachenoten, macadamianoten, walnoten, verschillende soorten citrusvruchten en meloenen, aardappelen, suikerbieten, aardbeien, alfalfa, gerst, tarwe, katoen, perziken, nectarines, abrikozen en pruimen. Hij steelt vaak veevoer. Hij eet ook keutels van konijnen en eekhoorns.

### Jaarcyclus
De meeste volwassen Californische grondeekhoorns houden doorgaans elk jaar een zomer- of winterslaap. Volwassenen kunnen dan gedurende vele maanden niet bovengronds worden waargenomen. De jongen die dat jaar geboren zijn blijven echter het grootste deel van hun eerste jaar door met foerageren, tot volvassen omvang uit te groeien en lichaamsvet op te bouwen. Jongen kunnen zich voortplanten als ze bijna een jaar oud zijn. De dieren worden meestal niet ouder dan 4 jaar in het wild, maar halen in gevangenschap soms een leeftijd van 9 jaar. In koude gebieden kan de winterslaap enkele maanden duren, terwijl eekhoorns die in warme gebieden leven vaak een zomerslaap houden om de hitte in de zomer te vermijden. Wanneer volwassenen een winterslaap in erg koude gebieden op grote hoogte, kan die wel een half jaar duren. In gebieden waar overwinterd wordt, begint de winterslaap van de mannetjes meestal begin augustus, na het paarseizoen, maar volwassen vrouwtjes blijven actief tot eind september, vermoedelijk om vetreserves aan te leggen voor tijdens de zwangerschap en de productie van melk. Op warmere hoogten, zoals de Central Valley of Mojave Desert, blijven grondeekhoorns meestal in hun holen om te ontsnappen aan de hoge temperaturen in de late zomer en komen ze midden in de winter tevoorschijn. Het gewicht van de jongen als ze voor het eerst uit uit het hol te voorschijn komen is 100-150 g. De jongen worden daarna snel zwaarder. Juvenielen bereiken doorgaans hun volwassen grootte na 7-8 maanden. Na de zomerslaap wegen mannetjes ongeveer 600 g in oktober of november, terwijl vrouwtjes ongeveer 450 g wegen in december of januari. Het gewicht van volwassen dieren bereikt zijn piek rond juni voor de zomerslaap bij mannetjes ongeveer 1 kg en vrouwtjes rond 7 ons.

### Relaties met andere diersoorten

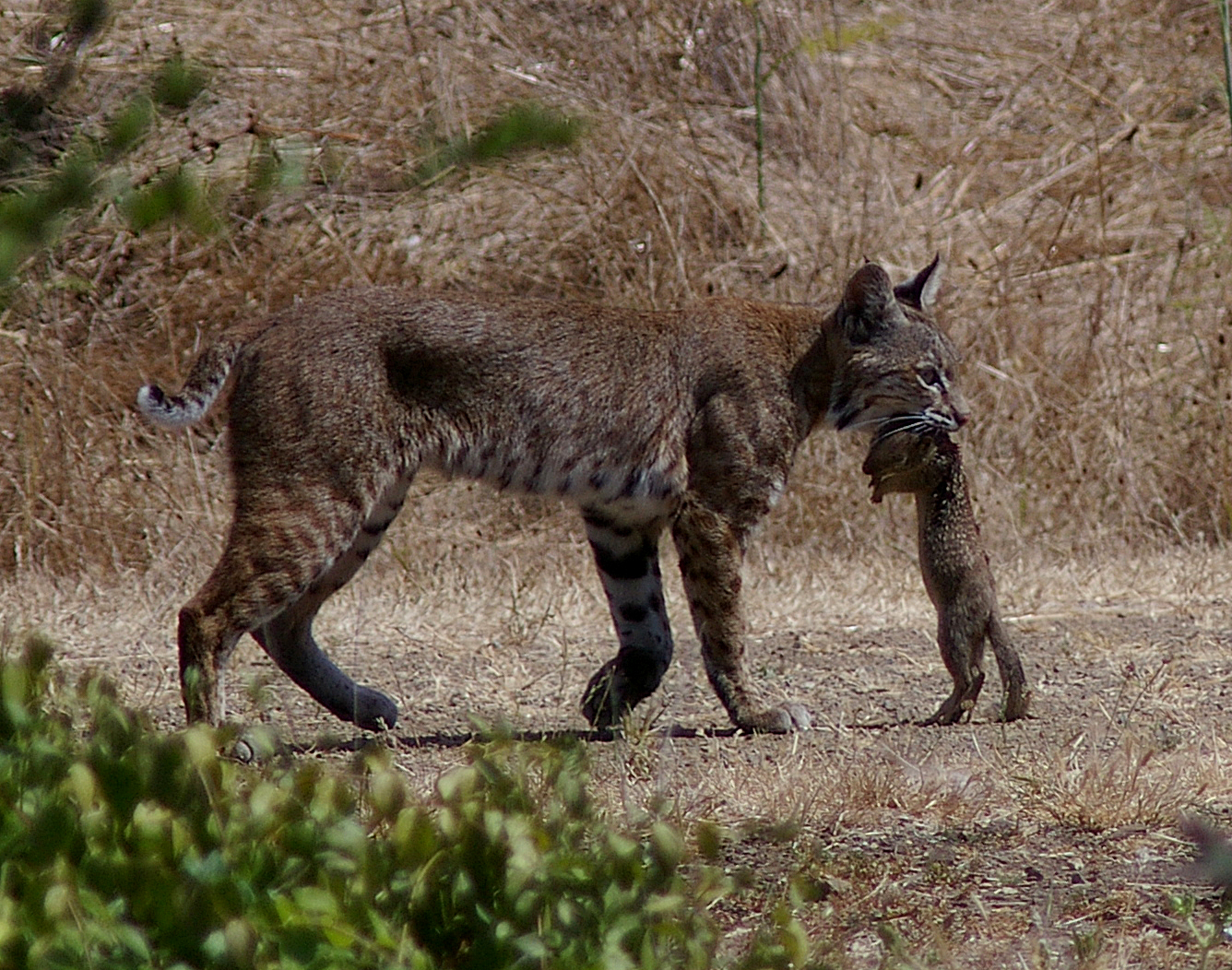
Rode lynx met gevangen Californische grondeekhoorn

De Californische grondeekhoorn is een belangrijke voedselbron voor veel roofdieren en allerlei andere diersoorten maken gebruik van de tunnels die het dier graaft. Giftige slangen komen in het hele verspreidingsgebied van deze eekhoorns voor en doden regelmatig jongen en af en toe juvenielen en volwassenen. De belangrijkste slangen die op de Californische grondeekhoorn jagen zijn de ratelslangsoorten Crotalus oreganus, C. mitchelli en C. ruber en de niet-giftige stierslang. Volwassen dieren zijn grotendeels resistent tegen ratelslangengif. De resistentie tegen ratelslangengif is het grootst in populaties waar giftige slangen overvloedig aanwezig zijn. Omdat de gifresistentie toeneemt met de leeftijd van de grondeekhoorns, zijn ratelslangen grotendeels beperkt tot het doden van jongen tijdens de eerste 45 dagen van hun leven. Het kleine lichaamsvolume van onvolwassen dieren beperkt het vermogen om slangengif te neutraliseren. Zoogdieren die op deze eekhoorns jagen zijn onder andere de coyote, rode lynx, vos, grijze vos, eilandvos, kitvos, langstaartwezel, nerts, vismarter, zilverdas, gestreepte skunk, wasbeer, verwilderde katten en honden. De Californische grondeekhoorn trekt coyotes aan, waardoor het risico op ontmoetingen tussen mens en coyote in landelijke en voorstedelijke gebieden toeneemt. Roofvogelsoorten die op Californische grondeekhoors jagen zijn onder andere de prairievalk, Amerikaanse grijze wouw, steenarend, roodstaartbuizerd, roodschouderbuizerd, prairiebuizerd, Amerikaanse oehoe, gevlekte bosuil, kerkuil, holenuil en Amerikaanse klapekster. Deze eekhoorns worden vaak gedood door het verkeer. Als reactie hierop eten de Californische condor en roodkopgier regelmatig karkassen van deze grondeekhoorn.
De Californische grondeekhoorn concurreert om voedsel met de westelijke grijze eekhoorn, het muildierhert, de Californische kuifkwartel, westelijke struikgaai, geelsnavelekster, lewis' specht en eikelspecht. Het dier kan ook concurreren om voedsel en ruimte met de antilopegrondeekhoorn en valleigoffer.
Zoals veel gravende zoogdieren, vergroot de Californische grondeekhoorn de biodiversiteit en nest- en schuilgelegenheid voor soorten die niet zo graag zelf graven. Soorten die hiervan profiteren, zijn onder meer de holenuil, westelijke schreeuwuil, de molsalamandersoort Ambystoma californiense, de pacifische boomkikker, noordelijke pad, de kousenbandslangen Thamnophis gigas en T. sirtalis tetrataenia, Masticophis lateralis, Crotalus oreganus, stierslang, valleigoffer, zwarte rat en huismuis.

### Ziekten en parasieten
De Californische grondeekhoorn kan ziektes onder de leden hebben, waarvan de meeste worden verspreid door de ectoparasieten die hij bij zich draagt en waarvan sommige een bedreiging vormen voor de volksgezondheid. Er werden hoge niveaus van hepatitis B-virus aangetroffen bij deze eekhoorns op het schiereiland San Francisco en meer dan 50% van deze geïnfecteerde volwassen dieren leed aan hepatocellulair carcinoom, een vorm van leverkanker. Teken en vlooien die zich voeden met deze eekhoorn zijn van groot belang omdat ze bacteriën kunnen dragen die de ziekte van Lyme, de pest of tularemie veroorzaken. Deze ectoparasieten kunnen overspringen op soortgenoten en andere soorten, waaronder mensen, en zo deze ziektes overdragen.

## Verspreiding, schade en bescherming
De Californische grondeekhoorn komt voor van noord-centraal Californië zuidelijk en oostelijk van de Sacramento-rivier en west-centraal Nevada (Verenigde Staten) tot Baja California (Mexico). In Californië is de soort te vinden van de getijdenzone langs de kust tot ten minste 3.000-3.200 m hoogte in de Sierra Nevada Range. Subspecies fisheri is verspreid over de Central Valley van Californië en in het noordoosten van Californië en het westelijk-centrale Nevada. Subspecies sierrae leeft in het noordelijke Sierra Nevada-gebied. Subspecies parvulus strekt zich uit van het zuidelijke Sierra Nevada-gebied tot de Panamint-, Argus-, San Bernardino- en Peninsular-gebieden van zuidelijk-centraal Californië. Subspecies beecheyi komt voor van de kust tot de westelijke rand van de Central Valley en zuidelijk langs de Coast Ranges tot in het zuiden van Californië. Subspecies nudipes is verspreid van het meest zuidelijke kustgebied van Californië tot de kustgebieden van Baja California Norte. Subspecies rupinarum komt voor in een relatief beperkt gebied van de woestijn van Baja California Norte, grenzend aan het zuidelijke uiteinde van het verspreidingsgebied van subspecies nudipes. Subspecies atricapillus in Baja California Sur. Subspecies nesioticus is endemisch op het eiland Santa Catalina, gelegen voor de kust van zuidelijk Californië. Tot nu toe heeft de soort zijn oorspronkelijke verspreidingsgebied niet uitgebreid en zijn opzettelijke introducties elders mislukt.
De Rode Lijst van Bedreigde Soorten van de International Union for Conservation of Nature and Natural Resources vermeldt de Californische grondeekhoorn als een soort van "Niet bedreigd" met een stabiele populatietrend en beperkte bekende bedreigingen. De soort loopt daarom het laagste risico op uitsterven en wordt als wijdverbreid en overvloedig beschouwd. Als zodanig heeft de soort een lange geschiedenis met mensen, oorspronkelijk als voedselbron en later als concurrent voor landbouwgewassen, een bron van ziektes en vernietiger van menselijke structuren. Grondeekhoorns werden veel gegeten door inheemse volkeren in hun historische verspreidingsgebied en door de Spanjaarden en andere kolonisten bij hun aankomst in Californië. Halverwege de 19e eeuw en doorlopend tot in de jaren 20 van de 20e eeuw, oogstten commerciële jagers jaarlijks tienduizenden eekhoorns voor lokale markten en verscheepten ze ook naar stedelijke centra in San Francisco en Oakland. De soort overleeft in zeer verstoorde ecosystemen, waaronder gekapte bossen, landbouwgebieden en habitatfragmenten in stedelijke gebieden. Graven door grondeekhoorns kan irrigatiekanalen, aquaducten, dijken, spoorhellingen, wegbeddingen, funderingen van gebouwen verzwakken en de grond die munitiebunkers bij wapenopslagplaatsen bedekt, verwijderen. Schade aan bomen kan bestaan uit diefstal van fruit, het eten van knoppen en bloemen en het knagen aan schors, wat kan leiden tot het omringen en uiteindelijk de dood van de boom. De soort wordt daarmee beschouwd als een belangrijke plaag in de landbouw. Of de Californische grondeekhoorn en vee rechtstreeks concurreren om voedsel blijft controversieel. Sommige onderzoeken hebben aangetoond dat de dagelijkse gewichtstoename van vaarzen lager was in de aanwezigheid dan in de afwezigheid van grondeekhoorns, met name tijdens het groeiseizoen. Grondeekhoorns hebben echter slechts minder dan 100 cal/g/dag nodig en voeden zich voornamelijk met voedsel dat verschilt van dat wat vee prefereert. Bij een matige tot hoge eekhoornpopulatiedichtheid van 8 dieren per ha wordt minder dan 1% van de beschikbare voedselplanten tijdens het groeiseizoen door de eekhoorns geconsumeerd, zodat ze weinig effect zouden moeten hebben op het dieet van het vee.